# Boophis guibei
Boophis guibei is een kikker uit de familie gouden kikkers (Mantellidae). De soort werd voor het eerst wetenschappelijk beschreven door Colin John McCarthy in 1978 en is vernoemd naar de Franse herpetoloog Jean Marius Rene Guibé. De soort behoort tot het geslacht Boophis.

## Leefgebied
De kikker is endemisch in Madagaskar. De soort leeft in regenwouden zoals de subtropische bossen van Madagaskar op een hoogte van 900 tot 1000 meter boven zeeniveau. Ook komt de soort voor in nationaal park Ranomafana en nationaal park Andasibe Mantadia.

## Beschrijving
De soort heeft een gemiddelde lengte van 35 tot 40 millimeter. De rug is bruin met geel omrande zwarte vlekken variërend tot lichtgroen. De buik is witachtig met zwarte vlekken op de keel.

## Synoniemen
- Boophis granulosus (Guibé, 1975)
- Rhacophorus granulosus Guibé, 1975
- Rhacophorus guibei McCarthy, 1978